# Holiday Inn Express

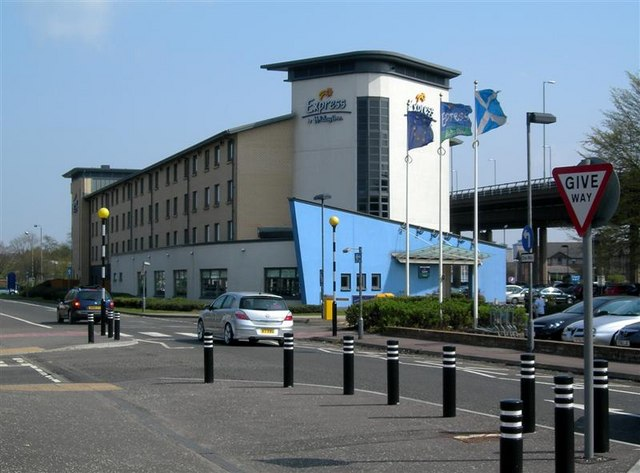
Hotel Holiday Inn Express przy lotnisku w Glasgow (2009)

Holiday Inn Express – nazwa międzynarodowej sieci hoteli, dawniej jako Express by Holiday Inn, należącej do InterContinental Hotels Group.

## Hotele Holiday Inn Express w Polsce
Do sieci w Polsce należą następujące hotele:
- Lublin – Holiday Inn Express Lublin
- Rzeszów – Holiday Inn Express Rzeszów Airport
- Warszawa – Holiday Inn Express Warsaw – The HUB
- Warszawa – Holiday Inn Express Warsaw – Mokotow

## Dawne hotele Holiday Inn Express w Polsce
- Warszawa – Holiday Inn Express Warsaw Airport